# Capella University

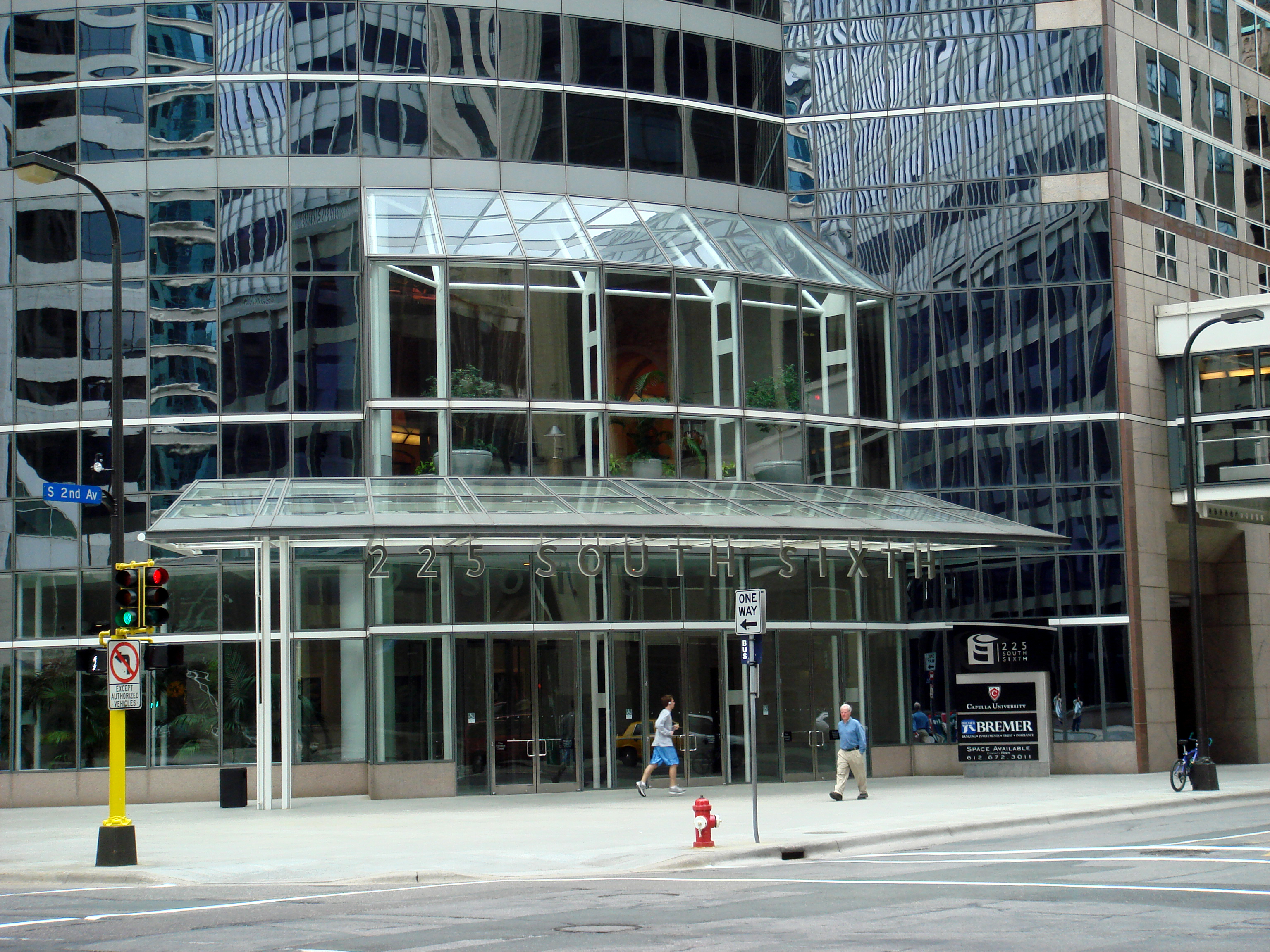
Eingang zum Verwaltungsgebäude der Capella University

Die Capella University ist eine private Fernuniversität in Minneapolis, Minnesota, USA, die ausschließlich Online-Lehre anbietet. Sie wird getragen von der Strategic Education, Inc., einer an der New Yorker Nasdaq notierten Aktiengesellschaft.
Die Universität wurde 1993 gegründet und bietet in Fächern wie Wirtschaftswissenschaften, Informatik, Erziehungswissenschaft, Gesundheitswissenschaften, Sozialarbeit, Psychologie und Öffentliche Sicherheit Studienprogramme an, die zu akademischen Graden wie dem Bachelor, Master, Master of Business Administration, Ph.D. oder anderen Doktorgraden führen. Es gibt rund 870 Online-Kurse, 19 Studienprogramme in 116 Spezialisierungsrichtungen.

## Zahlen zu den Studierenden und den Mitarbeitern
Im Dezember 2021 waren nach Hochschulangaben 40.269 Personen in Kurse der Universität eingeschrieben. 33 % davon strebten einen Bachelorabschluss an, 46 % einen Master, 19 % ein Doktorat und 2 % ein Zertifikat. 82 % der Studenten waren Frauen, 18 % Männer; 3 % bezeichneten sich als asiatisch, 26 % als schwarz/afroamerikanisch, 11 % als Hispanic/Latino und 38 % als weiß.
2007 waren 19.900 Studenten eingeschrieben (aus allen US-Staaten und aus insgesamt 56 Ländern). Die Hochschule hatte 1040 Verwaltungsmitarbeiter und mehr als 1000 Lehrende. Wie bei den gewinnorientierten US-Hochschulen (so zum Beispiel auch die University of Phoenix, DeVry University, Walden University, Corinthian Colleges, Strayer University u. a.) üblich, besteht nur ein kleiner Teil der Dozentenschaft aus fest angestellten Professoren, die meisten lehren in Teilzeit.

## Geschichte
Gründer der Hochschule war Stephen Shank, früherer CEO der Tonka Corporation. Er entwickelte die Vorstellung, eine Hochschule vor allem für Berufstätige zu schaffen, die Lehre unabhängig von Ort und Zeit organisiert. Shank gründete 1991 die Ursprungsfirma, die später zur Capella Education Company umbenannt wurde. 1993 stieß Dr. Harold Abel zu dem Unternehmen, der an drei Universitäten als Präsident gewirkt hatte. Sie bauten das Unternehmen um und etablierten die „Graduate School of America“ – heute die Capella University. Abel wurde ihr erster Präsident.
Der Staat Minnesota erteilte ihnen die erste Lizenz, 1997 kam es zur Akkreditierung durch die Higher Learning Commission. Capella ist ein Mitglied der North Central Association of Colleges and Schools (NCA). Die sehr wichtige regionale Akkreditierung, die alle seriösen Hochschulen in den USA auszeichnet, war damit gesichert.
1999 beteiligte sich Capella am U.S. Department of Education Distance Education Demonstration Program, mit dem das amerikanische Bildungsministerium Pilotprojekte zur Internet-gestützten Fernlehre testete.
2001 wurde die Capella Universität vom Nachrichtenmagazin U.S. News & World Report zu den „Best Online Graduate Business Programs“ gezählt. 2003 wurde Capella Education Company vom Wirtschaftsmagazin Inc. für die „500 Hall of Fame“ nominiert, nachdem das Magazin die Firma sie fünfmal hintereinander in der Liste „America's 500 Fastest-Growing Private Companies“ gezählt hatte.
2004 hatte Capella mehr als 10.000 immatrikulierte Online-Studenten, ein Jahr später schloss der 5000. Student ab.
2006 war das Jahr des Börsengangs (NASDAQ: CPLA).
2018 fusionierte die Capella Education Company mit der Strayer Education Inc., die die Strayer University betreibt. Zusammen betreuten sie 85.000 Studierende.